# じょしもん
『じょしもん』は、重野なおきによる日本の4コマ漫画作品。芳文社の月刊漫画雑誌『まんがタイムジャンボ』にて2009年12月号より連載中。連載2号目の2010年1月号より2012年8月号まで同誌の表紙を担当した（一部の号を除く）。重野の表紙担当は『まんがタウンオリジナル』（双葉社）2006年7月号以来となり、定期掲載は初めてとなる。
当作品の終了以降、「ひまじん」から続いた『まんがタイムジャンボ』では2018年3月の同誌の休刊に至るまで連載を持つことはなく、事実上撤退している。これにより芳文社の漫画雑誌上での定期連載枠がなくなっている。

## 作品概要
山園（やまぞの）高校に通う、何のとりえもないごく普通の高校1年生、横山美々。部活を探している最中、部員募集中の生物部の顧問の教師を発見。動物好きな性格から「カワイイ動物達と毎日触れ合える」と呼びかける顧問の声に興味を示し、入部することになったのだが……。
かつて『ジャンボ』で連載されていた「たびびと」と「ひまじん」が休筆中扱いのまま、新連載としてスタートした。近年において掲載誌の『ジャンボ』が萌え系4コマ誌に類似するスタンスを取るようになっていることもあり、本作では舞台を高校とし、女子高生を主人公としている。ネタ重視の重野ワールドに「女子高生×モンスター（生物）」といった新感覚の萌え要素をミックスさせるという新しい試みがなされている作品である。キャッチコピーは「ハロー!!プリティーもんすたー」。

## 主な登場人物

### 生物部部員
横山美々（よこやま みみ）
本作の主人公。ごく普通の高校1年生。運動は苦手、手先は不器用、音感もない、何のとりえもない高校生である。動物好きのため、顧問の番場に誘われるがままに生物部に入ったが、そこには部員が1人もおらず、いきなり部長にさせられてしまった上、部室には数多の種類の生物が飼育されており、これら動物の世話をさせられる羽目になってしまった。
チラシ作りやキャッチコピーを考えるセンスが全く無い。泉並みに不器用で、裁縫は苦手。しかも、デザインのセンスも全く無いため、泉より質が悪い。
動物を愛でるのは好きだが、知識に関しては全くといっていいほどない。しかし動物達からは部で一番慕われているようで、またいつのまにか動物達に曲芸のような動きも仕込んで操ることも可能。イノシシやカラス、サメ等も彼女に懐いたり、寄ってきたりする。
動物は好きだが、昆虫は大の苦手。それでも、カブトムシやクワガタ程度は、練習して、成虫なら何とか触れるくらいにはなったが、幼虫は全くダメ。
あたかも獣耳のように両側頭部の髪が大きな束となって跳ねた髪型をしている。
御所ヶ原泉（ごしょがわら いずみ）
第2話より登場。主人公と同じ高校1年生。ぶっきらぼうだが優しい一面も持っており、美々とはすぐに打ち解け生物部に入部することとなる。頭頂部あたりで髪の毛を束ねているが、後ろから見ると、束ねた髪は左右に分かれて後ろに垂らしていることがわかる。髪を下ろした姿が描かれたのは、今のところでは、2巻で無人島から帰った後皆で温泉で入浴しているシーンと、その直後の寝ているシーンのみ。
微生物萌え属性でミジンコをこよなく愛しており、「師匠」とも呼んでいる。ミジンコが好きになったのは昔、背が小さい事で悩んでいた時、小さくても頑張って生きているミジンコを見て勇気づけられたからである。背が小さいことに加え、苗字がコンプレックスであるため、下の名前で呼ばれたがっていたが、入部届を書く際に美々にフルネームを知られ、「ゴッシー」というあだ名をつけられてしまう。胸が小さいことも、コンプレックスの1つである模様。生物部で飼育している動物達の名付け親でもある。生物部の中では比較的常識人で、ツッコミ役に回ることが多い。
学校の成績は優秀だが、非常に不器用で、裁縫は苦手。料理も全くできない。
彼女が飼っているミジンコはその小ささゆえ何かとピンチに陥ることが多く、半ばお約束となっている。
コミックス3巻では皆が勉強会のために自宅を訪れたが、友達が家に来るのが生まれて初めてで、あこがれだった「友達と一緒にＴＶゲームをする」ことも叶い、かなり嬉しかったらしい。自宅は3階建ての大きな家。部屋も広い。ゲーム機もたくさんある。
小6の夏休み、ミジンコを探しに遠くまで行って、熱中症にかかっていた時、ジュースを分けてくれた毛利なる男の子に初恋をしたらしいが、実はそれが羽子だったとわかり、号泣した（毛利というのは、苗字の「森沢」をもじって付けられたアダ名「モーリ」だった）
森沢羽子（もりさわ はねこ）
第5話より登場。主人公と同じ高校1年生。長身・長髪でさっぱりした性格の女子。昆虫をこよなく愛しており、昆虫を見ただけで名前を言い当てられるほどの虫好き。昆虫嫌いな奴を見ると、昆虫を近づけていじめたくなる性格。部屋にいるよりも外で活動することを好み、常に虫取り網を携帯していて、よく外出しては昆虫採集や狩猟に精を出している。しかも野生の猪や牛なども対戦・捕獲対象にしているらしく、過去に捕まえた動物のリストにはなぜかトキの写真まであった。南大校長と同い年の、35歳の母親がいる。勝手に生物部の副部長を名乗っているが、特に他のメンバーから異論は出ておらず、黙認されている。
美々や泉と比べて、手先は器用で、裁縫もこなす。しかし、力加減ができないせいですぐポイを破ってしまうため、金魚すくいが苦手である。オバケが超苦手で、話を聞いただけで震え上がるほど。普段ニーソックスを履いているのは、オシャレのためではなく、ケガの防止と汚れが目立たないと言う理由から。
くらりを除く4人の部員の中で、一番胸が大きいらしい。以下、香苗、美々、泉と続く。ちなみに、背の高い順も同じ。
小6の頃、自分の小学校の学区内に来て熱中症にかかっていた泉にジュースを分けてやった。しかし、当時はショートカットで日焼けしていて一人称が「オレ」だったため、泉はずっと男の子だと思っていた。羽子自身は、泉が恋バナとして話すまで、忘れていた。
中2と小6の弟2人がいる。ケンカが多く、外では話さないが、プロレス技の掛け合いはよくやる。また、料理はおかずが少ない時は奪い合いになるらしい。
岡崎香苗（おかざき かなえ）
第6話より登場。1年生。妹がいる。植物好きで、以前は園芸部にいたが、食虫植物などが特に好きなせいで他の部員に避けられて部を追い出され、自分が育てる鉢植えの植物を持って生物部にきた。
長髪でおとなしい外見で、おっとりとした性格だが、園芸用の草刈り鎌を使ってお手玉をしたり、育てたカボチャを生のまま丸かじりするという、羽子をも驚かせるワイルドな一面もあり、迷い猫を捜しにヤクザの事務所に聞き込みに行くなど肝が据わっている。メンバーの中では一番モテていて、カラス除けに作った等身大パネルが一夜で男子生徒に盗まれたり、祭りに行った時に男達がナンパ目的で寄って来たりする。
香苗が持ってきた食虫植物や水生植物は部の小鳥や小動物、ゴッシーのミジンコなど水中の微生物を捕食することもあるため他の部員から恐れられているが、イチゴなどの果物も育てておやつにしてくれるので、食いしん坊の羽子には喜ばれている。
手先が器用で、裁縫もでき、自分の服なども作るが、食虫植物好きな性格が災いして、服の模様にも食虫植物をデザインしてしまうため、台無し。昔は貧乏だったため、外に生えている食べられる植物を食べていた。
妹の早苗は小5。顔も性格も姉の香苗に似ていて、食虫植物は苦手だが、菌糸類が好き。自宅は団地。
武田くらり（たけだ くらり）
2年生。名前のみ第4話に登場、第21話より姿を現した。額のホクロが特徴。美々らが入る前から部に在籍していたが、体が弱いためにずっと休んでいた。
部員だったが、休部していた間に部を守り、動物達の世話もしてくれた美々に、復帰後もそのまま部長を任せた。
モンスターを狩るゲームをプレイしても可哀想でモンスターを狩れない、と言うほどの動物好きだが、病弱に加え動物アレルギー体質のため、マスクやフードで全身保護しないと動物達に近づくのも難しく、その姿ゆえ、復帰直後は、事情を知らない美々達から、変質者かと警戒された。一人だけになると動物に対し、赤ちゃん言葉で話す。
また、花粉アレルギー体質でもあり、八方ふさがりである。「武田」という名字しか知らされず、顧問の番場が女子も「くん」付けで呼ぶ性格のため、登場するまで美々達からは男性と思われていた（なお番場は生物部ホームページの「顧問のつぶやき」にも武田が女性であることは何度か書いていたが美々たちは読んでいなかった）。同性の美々やゴッシーが見惚れるほどの美人で、カッコ良さも兼ね備えているが、アレルギーが出ると両目がはれて鼻グズグズになり、台無しになる。男っぽい喋り方をするが、性格は非常に良く、理解もあって、すぐに美々達に受け入れられた。また、彼女も胸が小さいが、泉と違い、全く気にしていない。
周りに誰もいないと、動物に対する態度が一変して、赤ちゃん言葉になるらしい。
生徒会長の西条とは、保健室仲間らしい。

### 教師陣
南大優子（なんだい ゆうこ）
校長。眼鏡を掛けた女性。かなりの田舎育ちらしく、イノシシ・サル・クマなどの動物のせいで苦労したことがコンプレックスとなり、動物嫌い。生物部を学校の汚点であるとして目の敵にしており、何かにつけては生物部に対して嫌がらせを行っている。
35歳の若さで校長になったほどのやり手のようだが、本人は年齢を気にしてか週末に合コンに参加したり、母親も見合いを勧めるなど独身脱出をひそかに願っている。
コミックス3巻では、まだマシということから、校長室に大発生したゴキブリの退治を生物部の動物達に依頼。成功はしたものの、動物達が、よかれと思って自分達の食べ物にもなるゴキブリを机の上に残したため、駆除事態に感謝はしたが怒りを新たにした。
文化祭で動物達のサーカスに突然ゲストとして参加させられるも、ウサ山となわとびをやって、ウサ山がかわいく見えるようになり、結果、動物に触られるのはまだ怖いものの、生物部を目の敵にすることは無くなった。
崖の上にチワワがいて救出活動が行われていた時、生物部員を含む生徒達にケガをさせるわけにいかないからと、自分が崖を登って助けに行く役をかって出ようとする、生徒想いな一面も持つ。
番場博士（ばんば ひろし）
生物部の顧問。瓶底眼鏡を掛けている。48歳だが、年齢よりかなり老けており、部員たちからは定年間際と思われていた。
高校の教師ながら、女子部員の美々達の日常や水着姿をカメラに撮影（隠し撮り含む）する、教師としては不穏な趣味の持ち主。
眼鏡を外した素顔は意外にも輝く大きな瞳の美形である。36歳の美人妻がおり、現在海外で仕事している。その妻は、学者で、ベストセラーの本を何冊も出していて、そのため金持ち。税金対策で買った海辺の別荘と小型クルーザーを持つが、そこに合宿に行き、全く整備していないクルーザーを動かしたせいで、皆を無人島に遭難させる結果となったことがある。遭難中の4日間でクルーザーの修理に成功したことから、機械いじりの技術もある程度持っているらしい。
部のホームページにも自分のコーナー（顧問のつぶやき）を持っているが、普段とは打って変わってまともなコメントをしており、外面のしたたかさをうかがわせる。

### 生物部の動物たち
カメ梨以外の動物達は、番場が顧問になった2年前から今までの間に、様々な理由で生物部に来ているが、それぞれが生物部に来た正確な時期は不明。
ネコ田
オスの三毛猫。悪人に捕まり、脱走した過去を持ち、ある日、背中にペイント弾、首に壊れた発信機、足には切れた鎖がついた姿で現れ、そのまま居ついた。その後、アラ井とコウ本兄弟を狩って、半ば強制的に生物部の一員にした。現在ある首の鈴は、突然くる猫パンチから避けられるように番場が付けたもの。マゾヒズムな一面もある。水で毛がぬれると、体はマッチョメン。特技は｢猫パンチ｣「猫キック」。昔は、誰が名付けたのか「田吾作」という名前だったらしい。
魚を見ると我を忘れてしまう性格で、生物部で魚類を飼えない原因となっている。
ウサ山
オスのウサギ。左目や腹に傷がある。服の色は返り血によるものらしい。裏山の野ウサギのボスがライバルであり、戦いを挑み、いつもボロボロになって帰ってくる。武者修行中、ネコ田が動物達を支配する生物部に現れ、勢力を二分する争いを行ったあげく、そのまま居ついた。体にはたくさんの傷があるが、背中には1つも無い。硬派な性格。特技は｢かみつき｣。
コミックス3巻において、ついに野ウサギのボスに勝利し、勝った証拠として毛を少しむしった。
ネコ田とはよく喧嘩をするが、共通の敵が現れた時には手を組み、美々を叱る南大校長を追い払ったり、ネコ田・オウ村と協力して、無人島編で就寝中の美々達を襲おうとした大蛇を撃退した。
オウ村
オウム。青いリボンを付けている。部員の口真似をしたり、言いふらすこともある。柳生が拾われた後、当時の部長の自転車にはねられて負傷、責任を感じた部長が生物部に持ち込み、そのまま飼われることになった。特技は｢覚えて喋る｣。
アラ井
アライグマ。1巻の最終話からスカーフを付けている。ネコ田に狩られた形で生物室にやって来た。特技は｢洗って食べる｣。タヌキと間違えられると怒る。
ヘビ島3兄弟
3匹のシマヘビ。一匹ずつ、目が違う。かつての生物部員が、外で産み落とされていたタマゴを見つけ、鳥類のものと思って見守った結果、彼らのタマゴであり、生まれた後、生物部で飼われることになった。動物達の中で最初に美々になついた。特技は｢巻きつく｣「丸飲み」。
カメ梨
陸ガメ。生物部の動物達の中でも古株であり、学校が創立した頃から飼われていた。新撰組の活躍を知っていることから、遅くとも幕末頃から生きていたらしい。静寂を愛し、普段は大人しいが、怒らせると怖いらしく、1年前、動物達全部を巻き込んで戦った時、最後にキレて、張本人であるネコ田とウサ山の2匹を叩きのめした。特技は｢長生き｣。
カメレ尾
カメレオン。元々動物愛好会のペットだったが、部員不足で廃部したため生物部に引き取られた。部室の椅子や着ている服と同じ色になって同化し、たまたま寝転んだ美々のスカートの中を見て、下着と同じ色に体色を変化させた事がある。特技は｢体色変化｣。
柳生
ヤギ。唯一部室の外で放し飼いにされている。普段は大人しいが、ご飯になると襲ってくる。2年前、部室の前に捨てられていた形で保護された。特技は｢紙を食べる｣。
コウ本兄弟
2匹のコウモリ。外国から船でやってきた模様。アラ井とどちらが先かは不明だが、彼らもアラ井同様、ネコ田に狩られた形で生物室にやって来た。特技は｢吸血｣。
ハリ根
ハリネズミ。最も新しく生物部に来た動物。柳生同様、部室の前に捨てられていたのを美々達に保護される。臆病な性格。最初は美々達に警戒し、針を出していたが、美々の説得と執念により、針を出さなくなる。番場に対してはまだ警戒しており、番場にだけ器用に針を出している。特技は｢針防御｣。
ミジンコ師匠
名前の通りミジンコであり、泉の心の師匠。よくネコ田達にひどい目に遭わされている。特技は｢形態変化｣「死んだふり」。

### その他の生徒達
西条志穂（さいじょう しほ）
生徒会長。気が弱く流されやすい性格で、周囲の勝手な推薦で立候補するも、そのかわいさのせいで当選。
ドジっ子のうえ、動物に触ったことがなかったが、予算見直しの有無を決めるために生物部を視察に訪れ、結果、動物好きになった。
よく悩み相談や胃痛で保健室に訪れるため、くらりとは保健室仲間。
生物部が祭りですくった巨大金魚「金田一くん」を小田桐とともに譲り受け、家では飼えないらしく、生徒会室で飼うことに（エサ代月500円程度であり、金魚くらいならと、南大校長も黙認）毎日の世話は楽しくやっているが、弊害として、魚料理が食べられなくなってしまった。
小田桐（おだぎり）
副会長。会長以上の敏腕で、たいした活動実績の無い生物部の部費を極限まで削ろうとしたが、実は動物好きだったらしく、視察の結果、部費を増やしたうえ、運動部の部費を削る、文化祭で生物部のために他の部の出し物の場所を変更するなど、生物部にとって、強力な味方となった。
会長の西条に片想いしていて、恋に関しては結構純情。
生物部から譲り受けた巨大金魚の「金田一くん」に、庶務の役職を与えた。

### その他の登場人物
横山守（よこやま まもる）
美々の兄で大学生。妹に対して妹以上の感情を抱く、ある意味番場より危険な趣味の持ち主。
外面は優しく他の人にも人当りも良い兄を装っているが、病欠した美々の見舞いに行った生物部の3人にはその本性をあっさり見抜かれていた。ただし美々本人はまったく気づいていない。
昔から動物好きだった妹の愛情を横取りされまいと、動物アレルギーを装って家でペットを飼うことを阻止していた。
見学に生物部を訪れ（美々は知らなかった）、美々の帰りが遅いのは動物達のせいだと激怒。しかし、人の道に外れたことはしないと、動物達に乱暴することは無かった。数日後、美々の帰りを早くするため、バイトして買ったタイマー式エサやり機、自動掃除機、動物の遊び道具を、生物部に寄付した。
富良野健（ふらの けん）
山園高校の近くにある動物病院の院長で獣医。見た目も名前も、フランケンシュタインそのもので、ホラー的な怖さだが、本人は自覚していない。「ネコが食べちゃいたいくらい可愛い」と冗談を言っても冗談に聞こえず、笑った顔はさらに怖い。しかし、見た目と裏腹に、性格は優しく、動物のことも非常に好きで、昆虫やミジンコを含む全ての生き物を見捨てないことが自分の使命だと言い切り、動物獣医としては優秀。
以前からの山園高校生物部のかかりつけで、体中に、ネコ田・オウ村・アラ井・ウサ山につけられた傷がある。

## 単行本
- 重野なおき『じょしもん』 芳文社〈まんがタイムコミックス〉、全4巻
  1. 2011年7月22日発行（2011年7月7日発売[3]）、ISBN 978-4-8322-6983-5
※妻である藤島じゅんの『丸の内!』1巻と同時発売。
  2. 2012年4月22日発行（2012年4月7日発売[3]）、ISBN 978-4-8322-5066-6
  3. 2013年7月19日発行（2013年7月4日発売[3]）、ISBN 978-4-8322-5203-5
  4. 2014年6月22日発行（2014年6月7日発売[3]）、ISBN 978-4-8322-5296-7
※妻である藤島じゅんの『ピンポン☆ブー』1巻と同時発売。